# Iridomyrmex obscurior
Iridomyrmex obscurior es una especie de hormiga del género Iridomyrmex, subfamilia Dolichoderinae. Fue descrita científicamente por Forel en 1902 .
Se distribuye por Australia. Se ha encontrado a elevaciones de hasta 860 metros. Vive en microhábitats como ramas y debajo de piedras.